# Gabija Klimukaitė
Gabija Klimukaitė (* 7. Februar 2003 in Klaipėda) ist eine litauische Hürdenläuferin, die sich auf die 100-Meter-Distanz spezialisiert hat.
Nach der Vyturio-Hauptschule Klaipėda und dem Abitur an der Vytautas-Gymnasium Klaipėda studiert sie an der Akademie Šiauliai der Universität Vilnius.

## Sportliche Laufbahn
Erste internationale Erfahrungen sammelte Gabija Klimukaitė im Jahr 2021, als sie bei den U20-Europameisterschaften in Tallinn mit 14,14 s in der ersten Runde im 100-Meter-Hürdenlauf ausschied. Anschließend schied sie bei den U20-Weltmeisterschaften in Nairobi mit 13,84 s im Halbfinale aus. Im Jahr darauf schied sie bei den U20-Weltmeisterschaften in Cali mit 14,34 s erneut im Semifinale aus und 2023 wurde sie bei der 2. Liga der Team-Europameisterschaft im Rahmen der Europaspiele in Chorzów in 14,10 s Sechste im B-Lauf. Anschließend schied sie bei den U23-Europameisterschaften in Espoo mit 14,05 s in der ersten Runde aus. 2025 schied sie bei den U23-Europameisterschaften in Bergen mit 14,27 s in der ersten Runde über 100 m Hürden aus und verpasste mit der litauischen 4-mal-100-Meter-Staffel mit 45,34 s den Finaleinzug.
In den Jahren 2022 und 2023 wurde Klimukaitė litauische Meisterin im 100-Meter-Hürdenlauf und von 2020 bis 2022 wurde sie Hallenmeisterin über 60 m Hürden.

## Persönliche Bestzeiten
- 100 m Hürden: 13,80 s (−1,3 m/s), 6. Juni 2025 in Vilnius
  - 60 m Hürden (Halle): 8,48 s, 25. Januar 2025 in Vilnius